# Morville-en-Beauce
Morville-en-Beauce ist eine französische Gemeinde mit 175 Einwohnern (Stand: 1. Januar 2022) im Département Loiret in der Region Centre-Val de Loire. Sie gehört zum Kanton Pithiviers im Arrondissement Pithiviers. 
Nachbargemeinden sind Autruy-sur-Juine im Nordwesten, Thignonville im Norden, Intville-la-Guétard im Osten, Guigneville im Südosten und Charmont-en-Beauce im Südwesten.

## Bevölkerungsentwicklung
| Jahr      | 1962 | 1968 | 1975 | 1982 | 1990 | 1999 | 2006 | 2018 |
| --------- | ---- | ---- | ---- | ---- | ---- | ---- | ---- | ---- |
| Einwohner | 169  | 181  | 141  | 131  | 148  | 178  | 188  | 167  |

## Sehenswürdigkeiten

Château de Beauclair

- Château de Beauclair